# Erma Elzy-Jones
Erma Elzy-Jones é uma diretora de teatro e televisão estadunidense. Ficou conhecida por trabalhar em Sister, Sister, The Wayans Bros., The Parkers, Girlfriends e That's So Raven.